# Кроаджинголонг
Кроаджинголонг — национальный парк, расположенный в штате Виктория, Австралия. Парк вместе с природным заповедником Надги (англ. Nadgee Nature Reserve) находится под охраной программы ЮНЕСКО Человек и биосфера с 1977 года.

## Физико-географическая характеристика

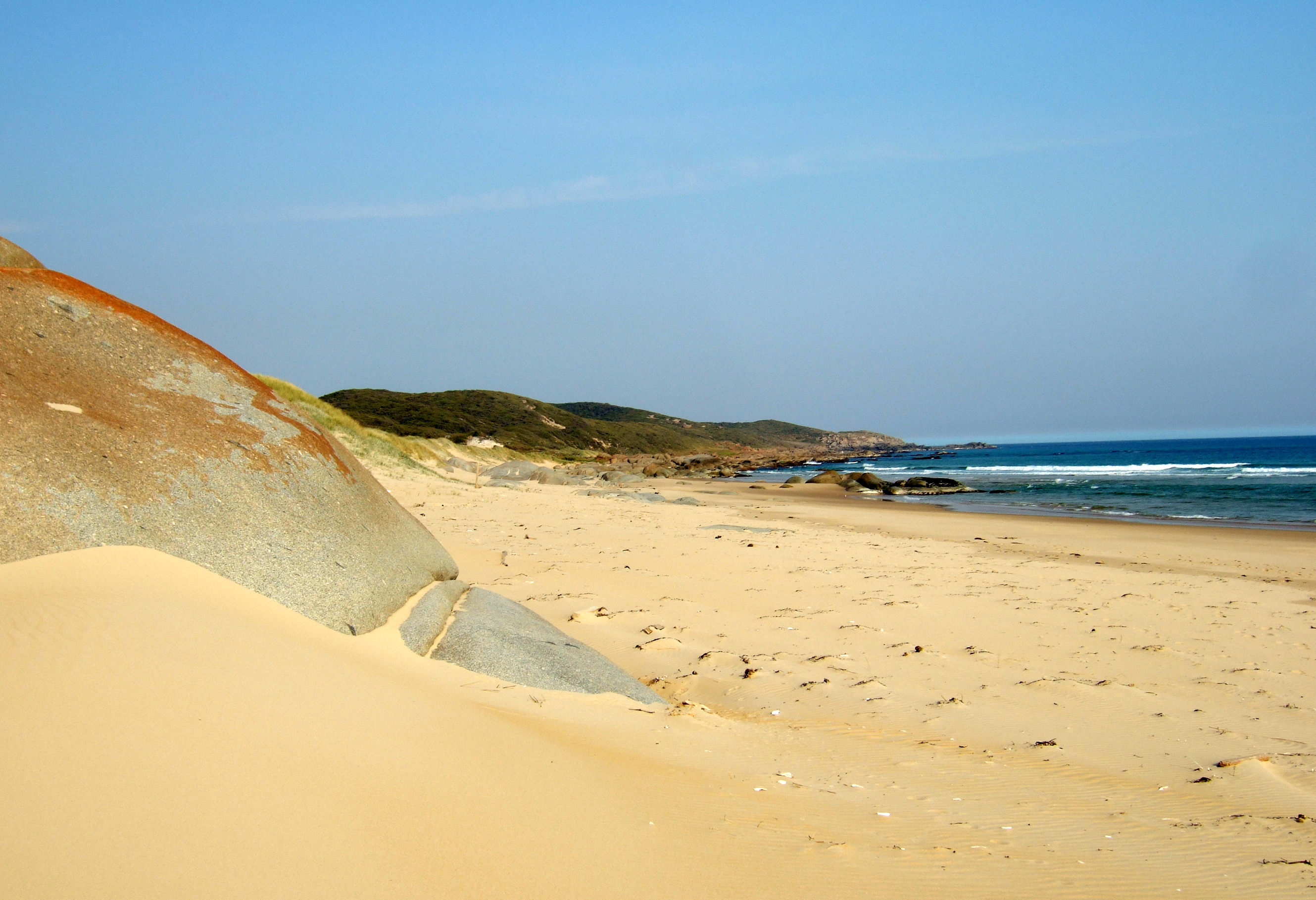
Песчаные пляжи Кроаджинголонга

Национальный парк расположен в сельскохозяйственном регионе Восточный Гипсленд в восточной части штата. Под его охраной находятся труднодоступные пляжи, тропические леса, водные ресурсы и гранитные пики. Площадь национального парка составляет 875 км², биосферный резерват, который включает также природный заповедник Надги, занимает 1010 км².
Парк находится на расстоянии 450 км к востоку от Мельбурна и 500 км к югу от Сиднея. Ближайшим населённым пунктом является Маллакута. Кроме того, в парк можно добраться по автомагистрали Принцес. Все дороги в парке гравийные и могут быть непроходимы после крупных дождей.
Высота над уровнем моря колеблется от 0 до 472 метров.

## Флора и фауна

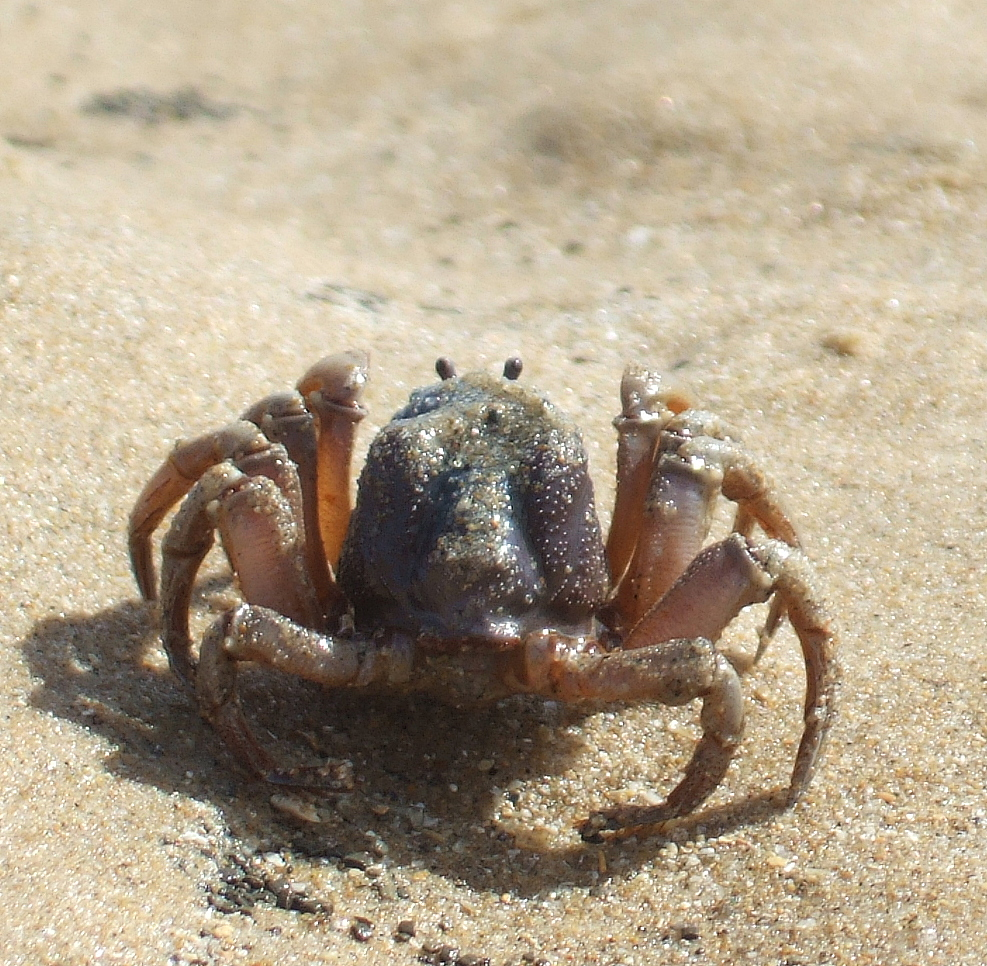
Краб на одном из пляжей парка

Леса Кроаджинголонга по биоразнообразию сравнивают с природой южной Африки. В них произрастает около 1000 видов растений, в том числе 90 видов орхидей.
В парке водится 52 вида млекопитающих и 26 видов рептилий. В большом количестве в парке водятся опоссумы и крысы. Кроаджинголонг также является излюбленным местом обитания птиц. В парке насчитывается более 300 видов птиц, что составляет половину от всего разнообразия штата и треть от общего количества видов птиц в Австралии. Около 40 видов морских перелётных птиц мигрируют в болотистые районы парка. В лесах водится шесть видов сов. Среди редких видов, которые обитают на территории парка: земляной попугай (Pezoporus wallicus), буроголовая щетинкоклювка (Dasyornis brachypterus), Pseudomys fumeus, сероголовая летучая лисица (Pteropus poliocephalus), капский морской котик (Arctocephalus pusillus).

## Охрана территории
Более 40 тысяч лет на территории парка обитают местные племена. Название одного из племён, Krauatungalung, легко в основу названия парка. В начале 1900 годов было создано два национальных парка около близлежащих населённых пунктов Маллакута и Винган-Инлет. Третий национальный парк, Капитан-Кук, был основан в 1970 году на мысе Хикс. В 1979 году все эти парки были объединены в один.